# La Sauvetat-sur-Lède
La Sauvetat-sur-Lède település Franciaországban, Lot-et-Garonne megyében. Lakosainak száma 638 fő (2022. január 1.). La Sauvetat-sur-Lède Monflanquin, Castelnaud-de-Gratecambe és Villeneuve-sur-Lot községekkel határos.

## Népesség
A település népességének változása:
| Lakosok száma | 344  | 390  | 422  | 579  | 671  | 665  | 633  | 630  | 628  | 638  |
|               | 1968 | 1982 | 1990 | 2006 | 2013 | 2015 | 2017 | 2019 | 2020 | 2022 |